# Norton 16H
La Norton 16H est un modèle de motos britanniques fabriquées par la Norton motorcycle company entre 1921 et 1954 en plusieurs versions, mais toutes dotées d'un moteur monocylindre Norton à soupapes latérales, généralement de 490 cm3 avec un alésage et une course de 79 × 100 m. La lettre H désigne le modèle Home distinct du modèle d'exportation Colonial à la garde au sol plus élevée.
Norton fut le principal fournisseur britannique de motos militaires avant la Seconde Guerre mondiale et l'un des principaux fournisseurs de motos de l'armée britannique pendant la Seconde Guerre mondiale, avec un total de près de 100 000 machines. Des Norton 16H et Big Four ont aussi été fournies aux forces du Commonwealth comme celles de l'Australie, de la Nouvelle-Zélande, de l'Inde et à l'armée canadienne.

## Développement

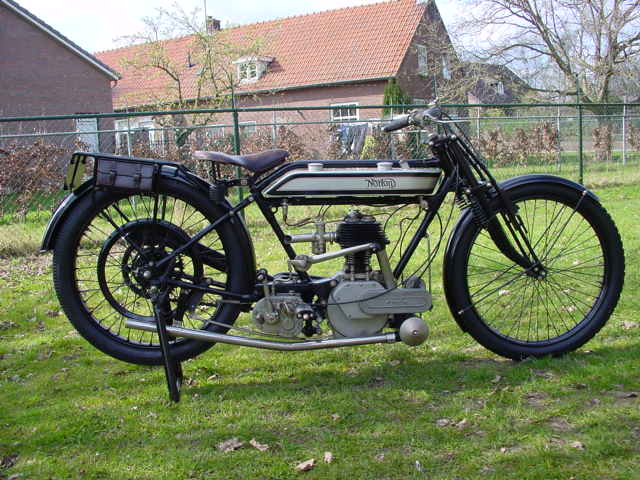
Une Norton 16H de 1921.

En 1911, James Lansdowne Norton engagea un mono latéral de 490cc dans la nouvelle course 500 cc Senior Class de l'île de Man TT. Il ne fut pas classé mais l'année suivante, la moto améliorée remportait le Brooklands TT, établissant trois records du monde. Norton vendit alors des versions BS Brookland Special capables du tour complet à 70 mph, et BRS Brookland Road Special pour 65 mph, avec boîte d'une seule vitesse et transmission toujours à courroie.
En 1919 cette courroie d'origine fut remplacée par une chaîne métallique et bien que la production ait été retardée par la Première Guerre mondiale, le modèle 16, ainsi renommé, reçut une boîte de vitesses Sturmey-Archer de trois vitesses à la main, un carburateur Brown & Barlow, une fourche Druid, un frein de direction, un frein à tambour à l'avant et à sangle à l'arrière. Il remporta 21 records du monde.
En 1921, Norton a lancé la version «Colonial», qui était un modèle 16 avec une garde au sol plus élevée pour une utilisation sur des routes de mauvaise qualité, tandis que le modèle domestique devenait 16H (pour «Home»). Malgré ses succès initiaux en course, la 16H était considérée comme la «Norton du pauvre» et n'a jamais obtenu les mêmes descriptions flatteuses que les machines de course qui ont fait la réputation de la marque en matière de fiabilité et performance. Aux courses de Brooklands la moitié des concurrents étaient sur Norton. Une 16H coûtait £53 et 10 shilling au catalogue de 1928.

## Deuxième guerre mondiale WD16H
En 1935, l'armée était très déçue par ses BSA twin 500cc ohv, modèle J35-12, trop compliquées et trop coûteuses. Une 16H est alors proposée pour une évaluation militaire, en compagnie d'une Norton Model 18 et d'une Norton Model 19, et en concurrence avec la M20 de BSA, le twin BSA servant de référence. La fiabilité du modèle 16H testé sur 10 000 miles l'emporta largement et les concepteurs de Norton commencèrent une gamme de développements et de modifications en phase avec le War Office (département de la guerre) : couleur verte, garde au sol 5,75 pieds, rayons plus solides, longue béquille arrière dans le moyeu, roues avant et arrière à broche toujours interchangeables, béquille latérale gauche, boîte trois vitesses Norton au pied droit, témoin de pression d'huile, soit 900 exemplaires fin 1936.
En 1938 une version avec un nouveau moteur à soupapes encloses fut proposée, mais trop de pièces étant différentes des 3 000 motos déjà achetées, et l'imminence de la guerre incitant à une simplification des stocks, cette version ne fut pas acceptée. Les commandes ultérieures furent donc passées pour le type 16H 1936 (nommé WD16H pour «War Department model 16 Home») et se sont poursuivies tout au long de la Seconde Guerre mondiale. L'ensemble du personnel de l'usine Norton de Bracebridge Street à Birmingham était nécessaire pour répondre à la demande - même l'équipe de course s'est retrouvée sur la ligne de production WD16H. Machine de liaison appréciée, la WD16H fut également utilisée pour l'entraînement, la reconnaissance, le contrôle des convois et des fonctions d'escorte.
Avant la guerre, la RAF a commandé plusieurs centaines de machines dotées d'un side-car sans roue motrice, soit pour transporter du matériel (une simple caisse), soit un passager (modèle G). Une version dite «Big Four» pour side-car reçut un moteur plus puissant (alésage × course 120 × 82, carburateur Amal 276/011), une couronne arrière de 52 dents au lieu de 43, notamment. 
La couleur des motos variait selon les contrats passés par l'armée : vert militaire, vert kaki, brun kaki ou vert olive. Les machines d'avant-guerre de la RAF (jusqu'en septembre 1939) ont été livrées en RAF Blue. En temps de guerre les motos de la RAF portaient la même couleur que les machines de l'armée. Un certain nombre de motos ont été peintes en couleur sable «camouflage du désert» par des ateliers locaux au Moyen-Orient et utilisées en Palestine ou durant la campagne de l'Afrique du Nord.

## Production de motos militaires
Pour 3840 machines en version civile à la date du 20-01-1946, il fut produit plus de 100 000 en version militaire WD16H :
| Date       | Production | Notes                                         |
| ---------- | ---------- | --------------------------------------------- |
| 16-09-1935 | 1          | Machine d'évaluation                          |
| 13-12-1935 | 308        | dépôt de Chilwell (50 par semaine)            |
| 11-03-1936 | 309        | dépôt de Chilwell (50 par semaine)            |
| 08-05-1936 | 219        | dépôt de Chilwell (50 par semaine)            |
| 04-09-1936 | 1          | Machine allégée expérimentale                 |
| 15-10-1936 | 1          | Machine allégée expérimentale                 |
| 20-10-1936 | 108        | Dépôt de Chilwell (50 par semaine)            |
| 28-12-1936 | 2223       | Dépôt de Chilwell (50 par semaine)            |
| 08-05-1936 | 219        | Dépôt de Chilwell (50 par semaine)            |
| 01-02-1937 | 135        | Exportée vers l' India Office                 |
| 12-10-1937 | 1          | Prototype deux sièges                         |
| 12-10-1937 | 1          | Prototype deux sièges                         |
| 01-11-1937 | 7          | Exportée vers l'Inde armée NIZAM              |
| 30-12-1937 | 200        | Pièces détachées livrées au dépôt de Chilwell |
| 02-04-1938 | 500        | Dépôt de Chilwell                             |
| 19-07-1938 | 350        | Dépôt de Chilwell                             |
| 16-03-1939 | 6000       |                                               |
| 22-03-1939 | 7          | Ex-usines                                     |
| 20-06-1939 | 1601       | Dépôt de Chilwell                             |
| 21-11-1939 | 4 000      | Dépôt de Chilwell                             |
| 01-02-1940 | 4 000      | Canadian Army                                 |
| 10-04-1940 | 4 000      | Dépôt de de Chilwell                          |
| 07-06-1940 | 78         | Dépôt de Stirling                             |
| 07-06-1940 | 31         | Modèles civils LP                             |
| 03-06-1940 | 17000      | Chilwell (2000 dépôt par semaine)             |
| 30-10-1940 | 1893       |                                               |
| 15-02-1941 | 20         | Royal Air Force                               |
| 26-03-1941 | 5 000      | Chilwell                                      |
| 04-04-1941 | 74         | Ex-Canadienne                                 |
| 03-07-1941 | 10 000     | Comprend 1 000 moteurs et 250 boîtes          |
| 10-11-1941 | 6 000      | Dépôt de Chilwell 1600 par mois               |
| 18-11-1941 | 3          |                                               |
| 22-12-1941 | 39         | Royal Marines                                 |
| 04-02-1942 | 5000       |                                               |
| 12-03-1942 | 35         |                                               |
| 18-03-1942 | 25         |                                               |
| 15-04-1942 | 50         |                                               |
| 14-06-1942 | 1250       |                                               |
| 13-04-1943 | 2          |                                               |
| 10-05-1943 | 522        | Royal Air Force                               |
| 08-08-1943 | 150        | Royal Navy                                    |
| 26-08-1943 | 120        | Royal Air Force                               |
| 06-11-1943 | 150        |                                               |
| 16-11-1943 | 125        | Royal Navy                                    |
| 16-11-1943 | 5 000      |                                               |
| 27-11-1943 | 4 600      |                                               |
| 07-01-1944 | 75         | Royal Navy                                    |
| 17-04-1944 | 30         |                                               |
| 19-06-1944 | 212        | Royal Air Force                               |
| 11-08-1944 | 150        |                                               |
| 29-09-1944 | 2          |                                               |
| 05-10-1944 | 1          |                                               |
| 02-12-1944 | 12         |                                               |
| 03-05-1945 | 200        |                                               |
| 03-05-1945 | 138        | Inde                                          |
| 13-01-1945 | 50         |                                               |
| 18-01-1945 | 200        |                                               |
| 03-05-1945 | 36         |                                               |
| 22-11-1945 | 1          | Side-car pour passager                        |
| 22-11-1945 | 2          | Side-car pour matériel                        |

Cependant le nombre exact de machines militaires produites et leurs dates de fabrication après le début de 1940 ne sont pas certains, car les registres de l'usine Norton pour les motos militaires ont partiellement disparus.

## L'après-guerre

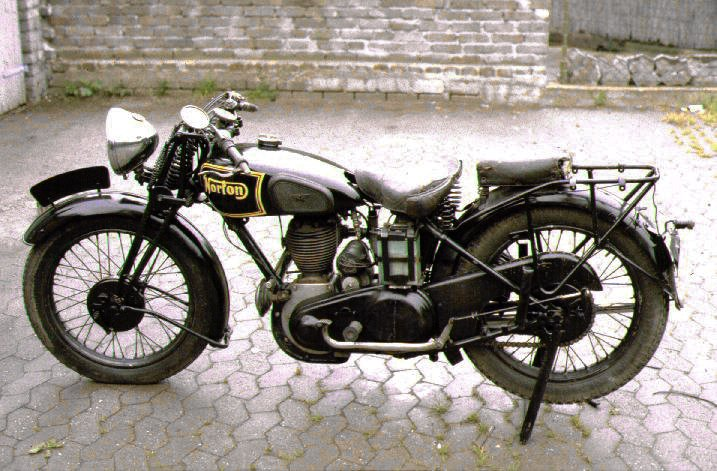
Une Norton 16H militaire « civilisée » après-guerre.

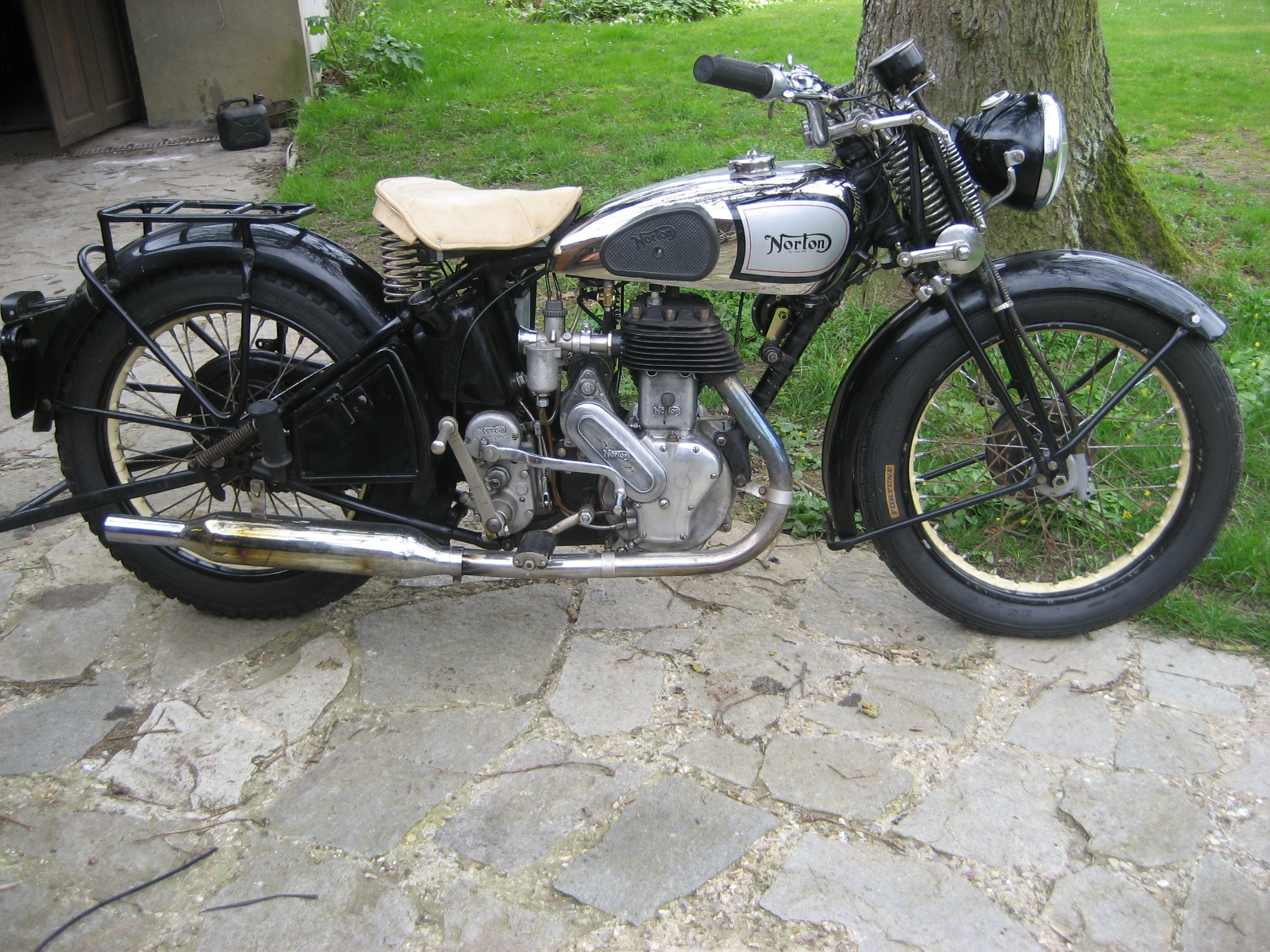
Autre exemple de Norton 16H WD 1942 « civilisée » (selle, réservoir, chromes, feux).

Après la fin des hostilités en 1945, des milliers de motos Norton 16H subsistaient de par le monde. Certaines ont continué à être utilisées par les forces armées britanniques et du Commonwealth, beaucoup ont été vendues par le ministère à d'autres forces armées, dont les armées néerlandaise, belge, danoise, grecque et norvégienne, qui les ont utilisées dans les années 1950. Le reste a été vendu à des concessionnaires qui les ont converties en version civile, en les repeignant généralement en noir et en effectuant diverses modifications. Norton continua la production de la version civile des 16H version 1939 comportant un cadre modifié, des soupapes encloses, le carter droit plus symétrique, une béquille centrale ainsi qu'une béquille arrière montée sur l'axe de la roue arrière. Les ressorts de fourche, les jantes de roue et le phare chromés lui donnaient une allure plus raffinée. Relativement peu de motos en version civile avec fourche à parallélogramme ont été fabriquées, ce qui en fait la rareté.
Les types 16H et 18 furent les premiers modèles civils construits par Norton après la fin des hostilités. En 1947, la machine a reçu sa dernière modification avec une fourche télescopique, améliorant la maniabilité et donnant à la moto une allure plus moderne. La conception simple du moteur à soupapes latérales et sa fiabilité étaient appréciées des clients, si bien que Norton en a continué la production jusqu'au milieu des années 1950, lorsque la mode des motos bicylindre s'est répandue, apportant aussi de meilleures performances. Aujourd'hui la 16H rassemble nombre de passionnés dans le monde entier.